# 판디트
판디트(산스크리트어: पण्डित 판디타, 힌디어: पंडित )는 힌두교의 샤스트라(거룩한 책 또는 무기), 특히 베다 경전, 다르마 또는 힌두 철학에 관한 전문 지식을 가진 개인 또는 모든 지식 분야의 교사이다. 식민 시대 문학에서 이 용어는 일반적으로 힌두법을 전문으로 하는 브라만을 가리킨다. 반면 오늘날 이 칭호는 음악과 같은 다른 주제의 전문가에게 사용된다.
우스타드는 음악적 의미에서 무슬림 남성에 해당하는 칭호이다. 힌두교 여성에 해당하는 칭호는 비두시, 판디타 또는 판디타타인이다. 그러나 이러한 타이틀은 현재 널리 사용되지 않는다.
산스크리트어에서 판디트는 일반적으로 전문 지식을 가진 "현명하고, 교육을 받았거나 배운 사람"을 가리킨다. 이 용어는 판드( पण्ड् ) 이것은 "모으다, 쌓다, 쌓다"를 의미하며, 이 어근은 지식의 의미로 사용된다. 이 용어는 베다 및 베다 이후 문헌에서 발견되지만 사회학적 맥락은 없다.

## 같이 보기
- 시사평론가
- 푸자리